# بلوس (روستا)
بلوس (به فرانسوی: Belvès) یک کمون سابق در دپارتمان دوردوین در جنوب غربی فرانسه می‌باشد. در ۱ ژانویه سال ۲۰۱۶ در کمون پی-د-بلوس ادغام شد.
این منطقه به عنوان یکی از زیباترین شهرها در فرانسه انتخاب شده است. نزدیکترین شهر به ان بوردو است.